# Хэндс, Израэль
Израэль Хэндс (англ. Israel Hands) — британский пират XVIII века, ставший прототипом одного из действующих лиц романа Р. Л. Стивенсона «Остров сокровищ». По сюжету романа, Хэндс был оставлен на корабле для его охраны, но был убит Джимом Хокинсом.

## Биография
Реальный Хэндс был старшим помощником капитана, то есть вторым человеком в команде Эдварда Тича (Чёрной Бороды), назначившего его капитаном шлюпа «Adventurer» в марте 1718 года.
Даниель Дефо писал о том, что однажды Хэндс был покалечен Тичем. Произошло это так: поздним вечером Тич, Хэндс, лоцман и ещё один пират выпивали на борту корабля. Тич, незаметно для сидевших рядом, вытащил два пистолета и, взведя курки, положил около себя. Пират заметил эти действия и решил покинуть стол, сидеть за которым становилось всё опаснее; он оставил Хэндса и лоцмана с капитаном. Тогда Чёрная Борода, потушив свечу, что сильно увеличило его шансы не получить пулю в ответ, выстрелил из обоих пистолетов, хотя очевидного повода для данного поступка не было. Эдвард ранил своего старпома в коленную чашечку, отчего тот и хромал до конца своих дней; лоцман отделался испугом. Когда у Чёрной Бороды спросили, что явилось причиной этого его поступка, он ответил: «Если я не буду убивать время от времени кого-нибудь из своих людей, они забудут, кто я есть на самом деле».
После гибели Тича Хэндс бежал с корабля и предстал перед судом в Вирджинии. Тич погиб в абордажной схватке на реке. Даже несмотря на суматоху, возникшую во время битвы, бегство от военных моряков было непростым, но Хэндсу это удалось. Позднее его всё же поймали и судили. Несмотря на то, что остальные пойманные члены команды Тича закончили свои дни на виселице, Хэндсу удалось спасти свою шею от петли. Его помиловали за дачу показаний против коррумпированных чиновников Северной Каролины, побережье которой несколько лет он разорял, будучи в команде Тича.
Хэндс кончил жизнь лондонским нищим.